# Rammenau
Rammenau (tiếng Sorbia: Ramnow) là một đô thị ở huyện of Bautzen, in Sachsen, Đức. Đô thị Rammenau có diện tích 10,76 km², dân số thời điểm ngày 31 tháng 12 năm 2006 là 1484 người.